# Quarona
Quarona (piemontiul: Quaron-a) település Olaszországban, Vercelli megyében. Lakosainak száma 3785 fő (2023. január 1.). Quarona Cellio con Breia, Borgosesia és Varallo Sesia községekkel határos.

## Népesség
A település népességének változása:
| Lakosok száma | 4129 | 4063 | 3785 |
|               | 2017 | 2018 | 2023 |